# Las Flores, Huimanguillo
Las Flores är en ort i Mexiko.   Den ligger i kommunen Huimanguillo och delstaten Tabasco, i den sydöstra delen av landet, 600 km öster om huvudstaden Mexico City. Las Flores ligger 175 meter över havet och antalet invånare är 214.
Terrängen runt Las Flores är kuperad. Runt Las Flores är det ganska glesbefolkat, med 38 invånare per kvadratkilometer. Närmaste större samhälle är Raudales Malpaso, 19,3 km söder om Las Flores. Trakten runt Las Flores består till största delen av jordbruksmark.